# Шинерпосі
Шинерпо́сі (рос. Шинерпоси, чув. Шĕнерпуç) — присілок у складі Чебоксарського району Чувашії, Росія. Адміністративний центр Шинерпосинського сільського поселення.
Населення — 525 осіб (2010; 440 у 2002).
Національний склад:
- чуваші — 98 %